# Agner Krarup Erlang

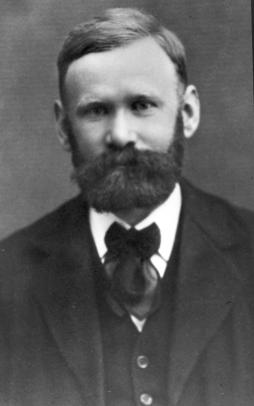
Agner Krarup Erlang

Agner Krarup Erlang (* 1. Januar 1878 in Lønborg, Dänemark; † 3. Februar 1929 in Kopenhagen) war ein dänischer Mathematiker und Ingenieur.
Er machte sich unter anderem Gedanken über Warteschlangenprobleme in der Telefonie. Nach Vorschlag von David George Kendall wurde das Maß Erlang nach Agner Krarup Erlang benannt.
Erlang entwickelte die in der Nachrichtenverkehrstheorie viel verwendete Erlang-Verteilung und damit die Formeln für Blockierung und Warten im Verlustsystem bzw. Wartesystem.
Beispielsweise kann mittels der Erlang-B-Formel die Anzahl benötigter Telefonleitungen in einem Callcenter berechnet werden – die Erlang-C-Formel kann dazu verwendet werden, die Anzahl der benötigten Callcenteragenten für ein gegebenes Anrufaufkommen abzuschätzen.

## Leben
Agner Krarup Erlang wuchs in ärmlichen Verhältnissen in Lønborg auf und wurde als Kind von seinem Vater – einem Lehrer – ausgebildet. 1892 legte er im Alter von 14 Jahren seine Prüfungen in Kopenhagen mit Auszeichnung ab, nachdem zuvor eine Sondererlaubnis aufgrund seines geringen Alters eingeholt werden musste. Er kehrte nach Lønborg zurück, wo er zwei Jahre lang als Lehrer in der Schule seines Vaters unterrichtete. 1896 bestand er die Aufnahmeprüfung an der Universität von Kopenhagen mit Auszeichnung und begann sein Studium mit Hilfe eines Stipendiums.
Er studierte Mathematik und Naturwissenschaften und begann sich für geometrische Probleme zu interessieren. Nach seiner Promotion im Jahr 1901 unterrichtete er einige Jahre als Lehrer in mehreren Schulen. Er begann sich für Wahrscheinlichkeiten zu interessieren. Zu dieser Zeit traf er den Chef-Ingenieur der Copenhagen Telephone Company (KTAS), der ihn überzeugte, seine Fähigkeiten zur Lösung von Problemen um die Wartezeit bei Telefonanrufen einzusetzen.
1908 wurde Erlang von der Telefongesellschaft eingestellt und 1909 veröffentlichte er seine Arbeit The theory of probability and telephone conversations – die weltweit erste detaillierte Studie über Telefonverkehr. 1917 veröffentlichte er die Erlang-Verteilung und damit Erlang B und Erlang C, welche schnell von fast allen Telefongesellschaften aufgegriffen und genutzt wurden.
Ihm zu Ehren wurde 1946 auf Vorschlag von David George Kendall die Basiseinheit für Verkehr in einem Kommunikationsnetzwerk vom International Consultative Committee on Telephones and Telegraphs (CCITT) (dem Vorgänger der ITU) mit dem Namen „Erlang“ bezeichnet.
Die bei Ericsson entwickelte Programmiersprache Erlang wurde ebenfalls nach ihm benannt.